# Храм Покрова Пресвете Богородице у Новој вароши (Бања Лука)
Храм Покрова Пресвете Богородице је православна црква у Бањој Луци, насеље Нова варош. Ово је филијални храм Саборног храма.

## О Храму
Ктитор породица Дамјановић.
Храм је грађен у периоду од 2012 до 2019. године. Освећени темељи храма Покрова Пресвете Богородице у насељу Нова Варош – Бања Лука, 25. новембра 2012. године.
Храм је освећен 19. октобра 2019. године.